# شاهین لاچین
شاهین لاچین (نام علمی: Falco biarmicus)، پرنده‌ای شکاری از سردهٔ شاهین‌ها در گروه سیاه‌چشمان است که در آفریقا، غرب آسیا و جنوب شرقی اروپا زندگی می‌کند.
شاهین لاچین همانند شاهین بحری و کمی کوچک‌تر از آن که از تارک نخودی‌رنگ و نوار سبیل باریک و کشیده دارد که از سطح پشتی کم‌رنگ‌تر از بحری و سطح شکمی سفید کم‌لکه و نه مانند شاهین بحری دارای خطوط عرضی است. شاهین لاچین نابالغ در سطح پشتی پررنگ‌تر از پرندهٔ بالغ و در سطح شکمی پرلکه‌تر از آن است.
این پرنده زمستان‌ها در ایران نیز در مناطقی که بحریها گذران می‌کنند یافت می‌شود و نیز در برخی از مناطق ایران گویا بومی است. شاهین لاچین به تعداد کم در جزایر کوچک سنگی دریاچهٔ ارومیه زاد-و-ولد می‌نماید و ظاهراً بومی این ناحیه است. هم‌اکنون این پرنده به تعداد خیلی کم شاید کمتر از ده بهله در ایران یافت می‌شود. البته دفتر آسیایی IUCN این پرنده را از لیست پرنده‌های ایران حذف کرده و آن را منقرض‌شده اعلام کرده است.
این پرنده بیشتر از پرندگان دریایی کوچک در جنوب ایران، از تیهوها، کبوترها و برخی از جوندگان و خزندگان نیز تغذیه می‌کند.
شاهین لاچین از سرعت کمتری نسبت به شاهین بحری و شاهین کوهی بهره‌مند است.

## نگارخانه

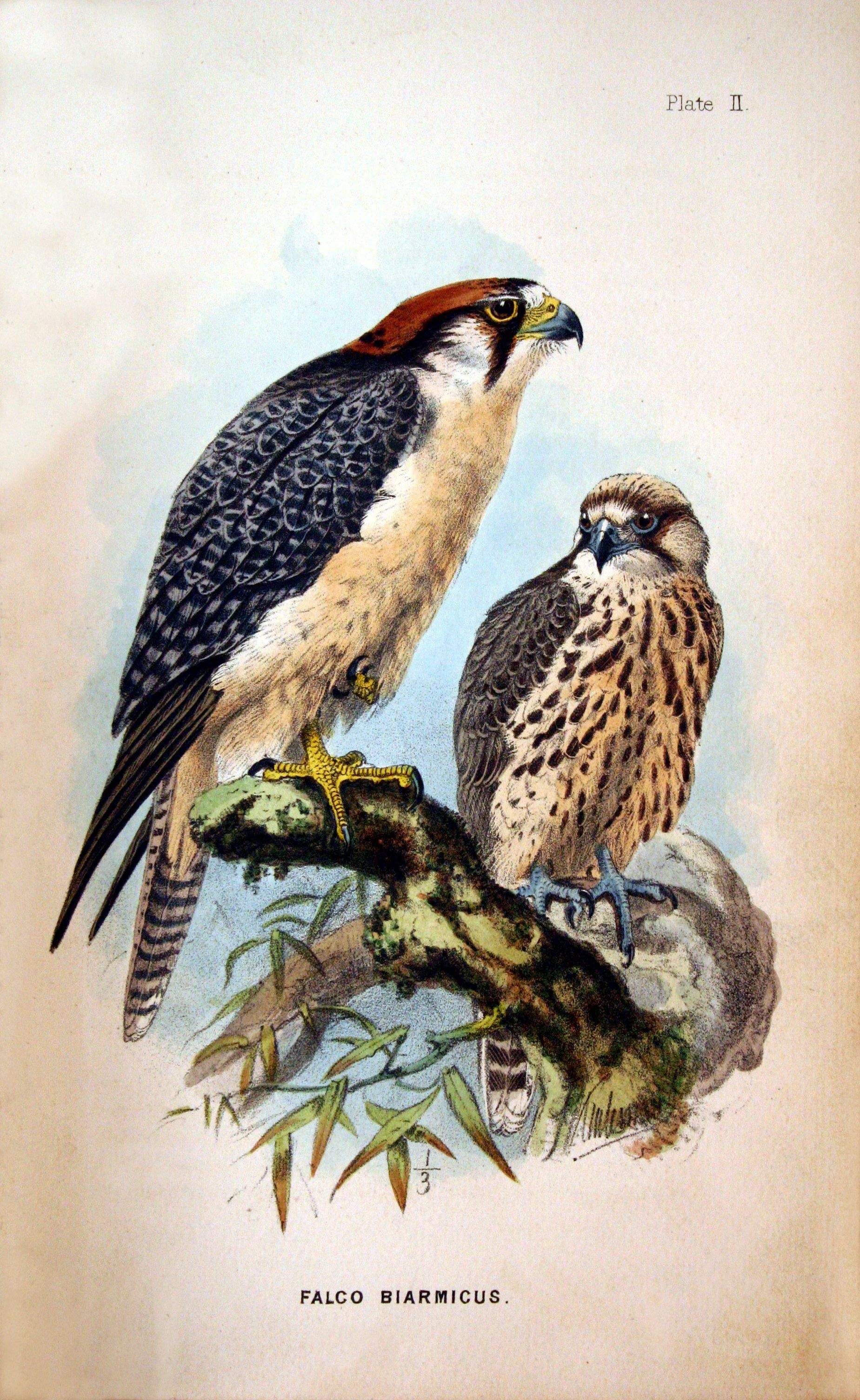
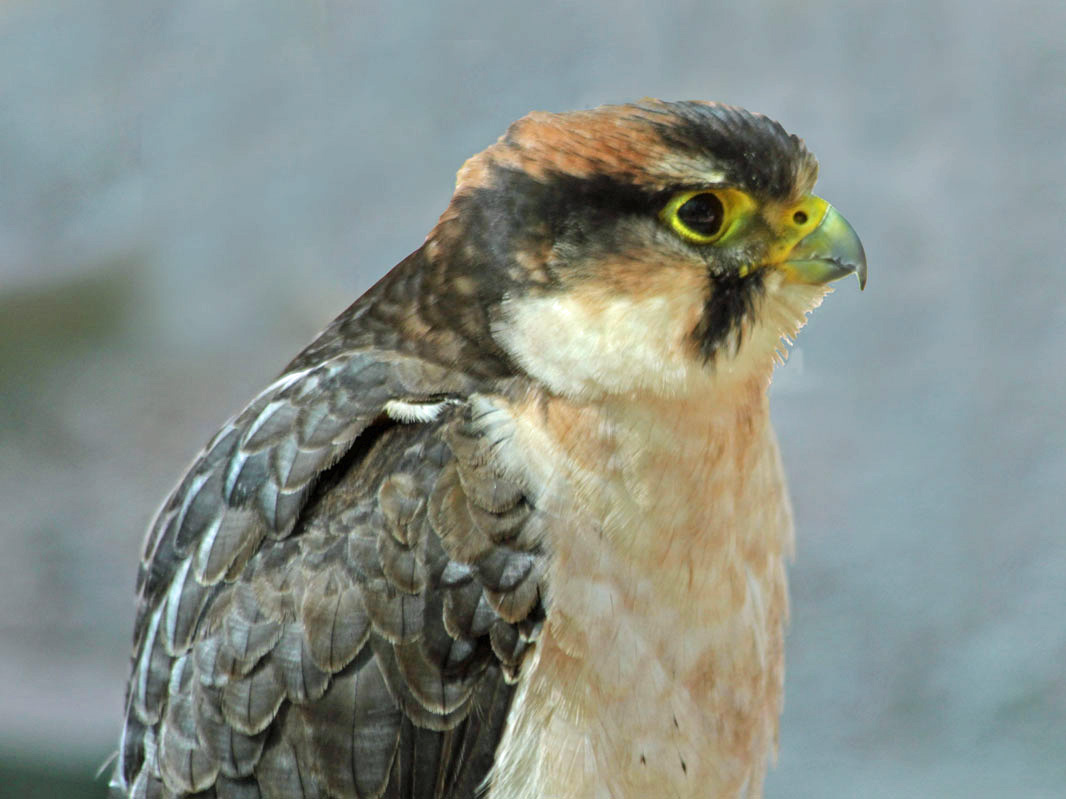
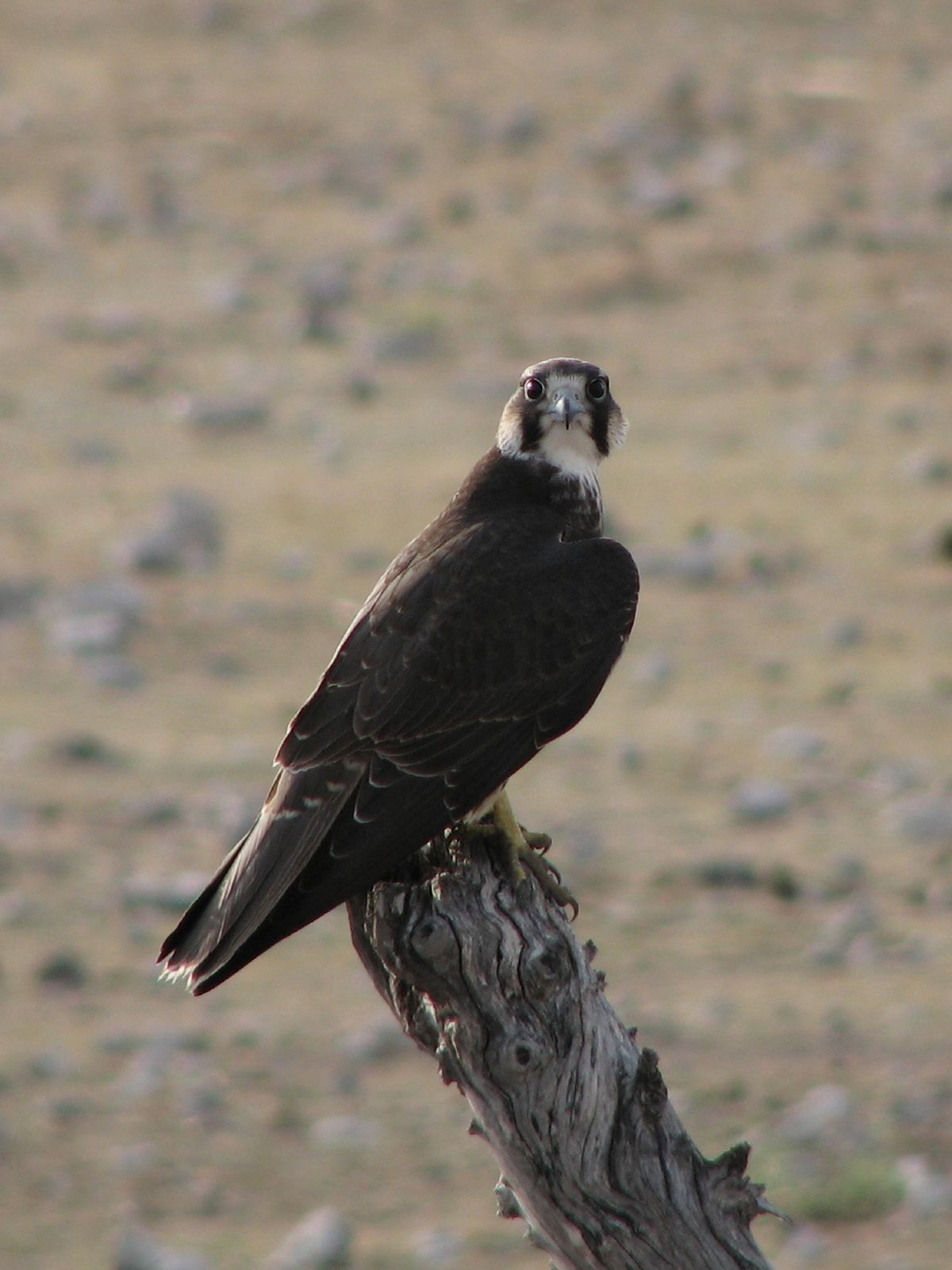
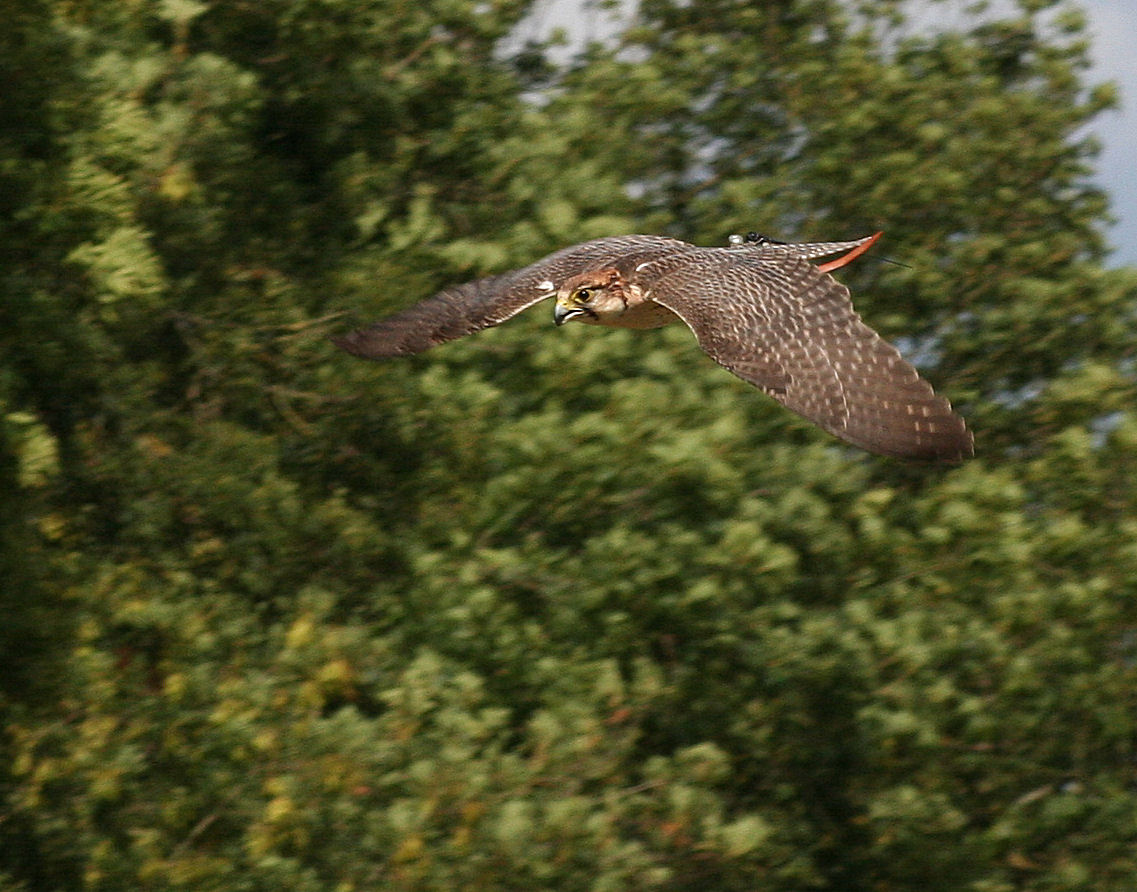
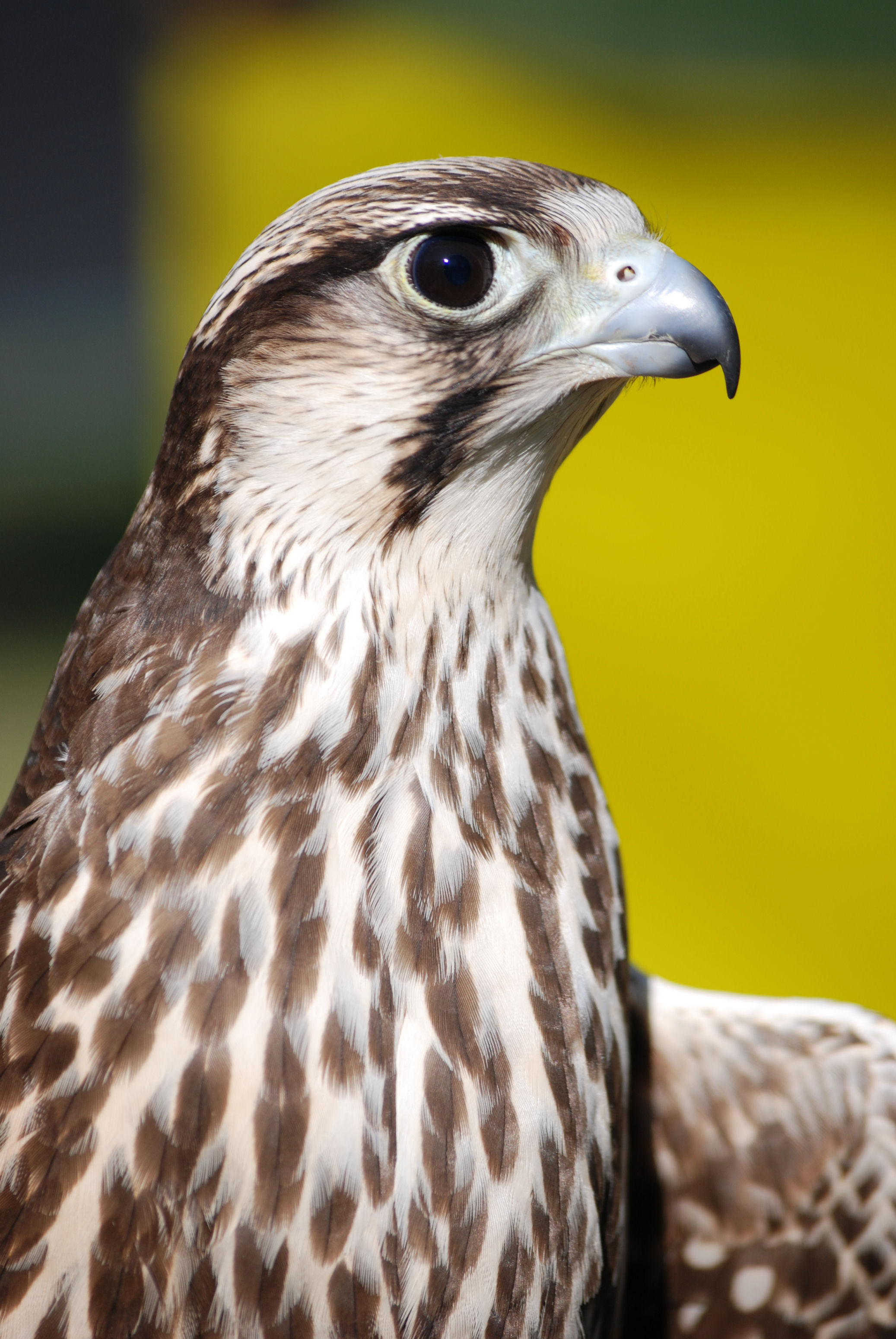
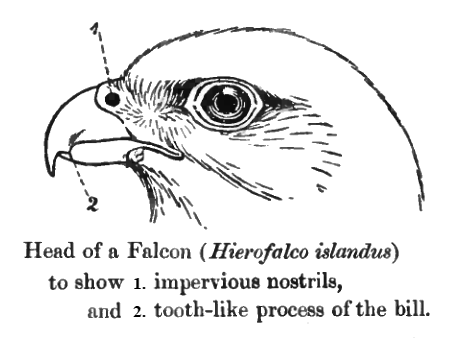
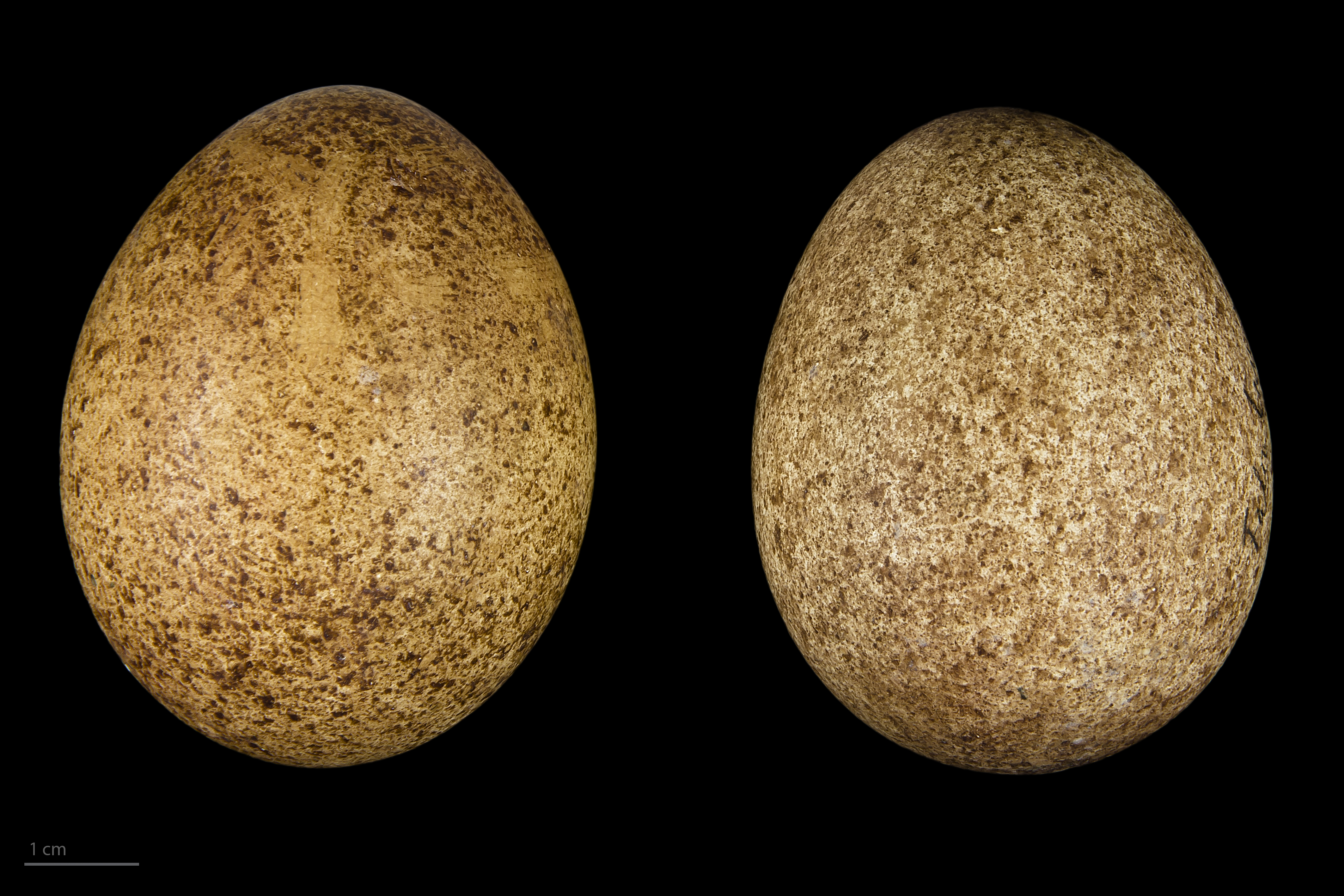
Museum specimen - ssp. feldeggii
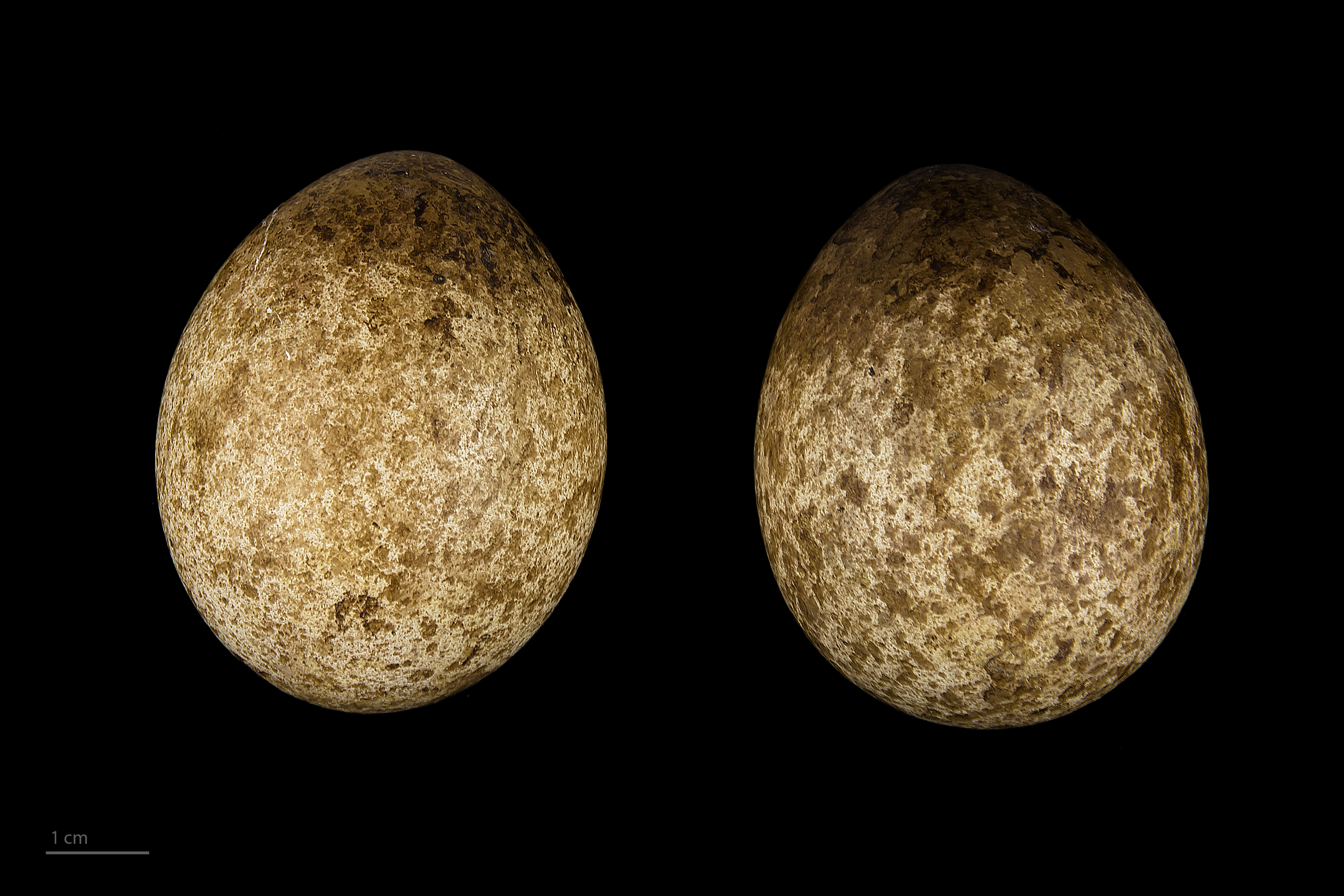
Museum specimen - ssp. erlangeri